# Coelogyne weixiensis
Coelogyne weixiensis är en orkidéart som beskrevs av Xiao Hua Jin.
Coelogyne weixiensis ingår i släktet Coelogyne och familjen orkidéer. Inga underarter finns listade i Catalogue of Life.